# Естонська абетка
Естонська абетка (ест. eesti tähestik) використовується для запису естонської мови.
| A a | B b | C c | D d | E e | F f | G g | H h |
| I i | J j | K k | L l | M m | N n | O o | P p |
| Q q | R r | S s | Š š | Z z | Ž ž | T t | U u |
| V v | W w | Õ õ | Ä ä | Ö ö | Ü ü | X x | Y y |

Естонський алфавіт послуговується стандартними літерами латинки з додаванням деяких діакритичних знаків.
Літери c, q, w, x, y використовуються в іноземних іменах і назвах (наприклад, New York).
Літери f, š, z, ž використовуються в запозичених словах (želee, šokolaad) та при записі імен і назв, що походять із мов з нелатинськими системами письма (наприклад, російських імен та прізвищ).

## Звучання букв
| Буква | Звук      | Коментар                                        |
| ----- | --------- | ----------------------------------------------- |
| Aa    | [ɑː]      | Приблизно відповідає А.                         |
| Bb    | [p], [b]  | Приблизно відповідає Бе.                        |
| Cc    | [ts]      | Використовується лише при написанні деяких імен |
| Dd    | [t], [d]  | Приблизно відповідає Де.                        |
| Ee    | [e]       | Приблизно відповідає українському Е.            |
| Ff    | [f]       | Приблизно відповідає Еф.                        |
| Gg    | [k], [g]  | Приблизно відповідає Ґе.                        |
| Hh    | [h]       | Значно слабше за українське Ха.                 |
| Ii    | [i]       | Приблизно відповідає І.                         |
| Jj    | [j]       | Приблизно відповідає Йот.                       |
| Kk    | [k], [kː] | Приблизно відповідає Ка.                        |
| Ll    | [l]       | М'якше за Ел, але твердіше за Ель.              |
| Mm    | [m]       | Приблизно відповідає Ем.                        |
| Nn    | [n]       | Приблизно відповідає Ен.                        |
| Oo    | [o]       | Приблизно відповідає О.                         |
| Pp    | [p], [pː] | Приблизно відповідає Пе.                        |
| Qq    | [k]       | Використовується лише при написанні деяких імен |
| Rr    | [r]       | Приблизно відповідає Ер.                        |
| Ss    | [s]       | Приблизно відповідає Ес.                        |
| Šš    | [ʃ]       | Приблизно відповідає Ша.                        |
| Zz    | [z]       | Приблизно відповідає Зе.                        |
| Žž    | [ʒ]       | Приблизно відповідає Же.                        |
| Tt    | [t], [tː] | Приблизно відповідає Те.                        |
| Uu    | [u]       | Приблизно відповідає У.                         |
| Vv    | [v]       | Приблизно відповідає Ве.                        |
| Ww    | [v]       | Використовується лише при написанні деяких імен |
| Õõ    | [ɤ]       | Приблизно відповідає українському И.[джерело?]  |
| Ää    | [æ]       | Приблизно відповідає я в слові поляк.           |
| Öö    | [ø]       | Приблизно відповідає ьо в слові льон.[джерело?] |
| Üü    | [y]       | Приблизно відповідає ю в слові мюслі.           |
| Xx    | [ks]      | Використовується лише при написанні деяких імен |
| Yy    | [y]       | Використовується лише при написанні деяких імен |

## Цікаві факти
- Букву Õ запровадив до естонської абетки мовознавець Отто Вільгельм Мазінг.
- Іноді (наприклад, за відсутності естонської розкладки клавіатури) замість букви Ü використовується Y (що робить естонський текст схожим на фінський).